# 艾斯登-马赫拉滕
艾斯登-马赫拉滕（荷蘭語：Eijsden-Margraten）是荷兰林堡省的一个市镇。 

## 参考

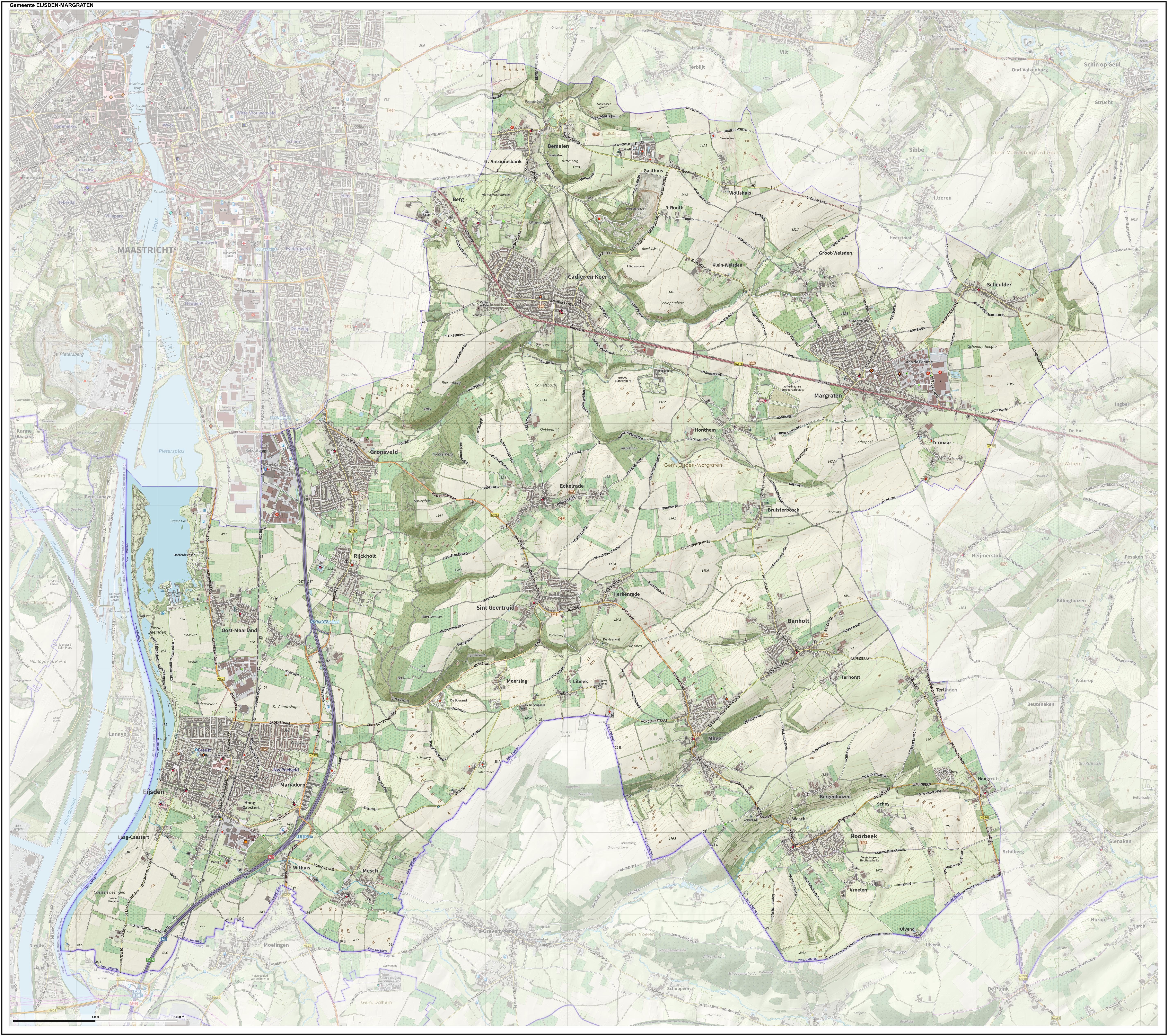
艾斯登-马赫拉滕的地形图

## 画廊
|  |  |  |

|  |  |  |